# San Rafael (tổng)
San Rafael là một tổng trong tỉnh Heredia, Costa Rica. Tổng này có diện tích 48,39 km², dân số năm 2008 là 42398 người..